# Kazuhisa Hashimoto
Kazuhisa Hashimoto (en japonés: 橋本和久, romanizado: Hashimoto Kazuhisa (15 de noviembre de 1958-25 de febrero de 2020) fue un desarrollador japonés de videojuegos, conocido por haber creado el Código Konami, un código de trucos utilizado en numerosos videojuegos que generalmente le otorgan al jugador "vidas" adicionales u otros beneficios, y que se ha utilizado con frecuencia como huevo de Pascua en la cultura popular. 

## Carrera

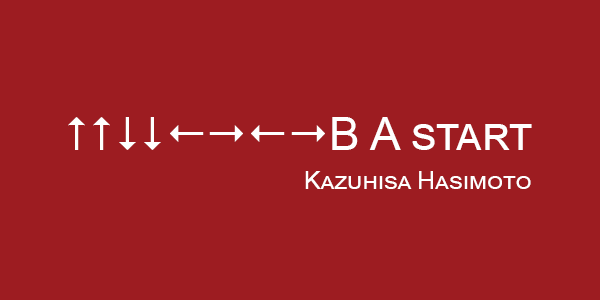
Ofizielle Nintendo Trauerbekundigung von Kazuhisa Hashimoto auf

Hashimoto se unió a Konami junto con varios otros recién graduados universitarios en 1981. En este momento, el enfoque de Konami se centraba en productos que funcionan con monedas, como los juegos de medallas, y Hashimoto comenzó ayudando a desarrollar los tableros de circuitos para estos juegos. Konami se expandió en los próximos años en juegos de arcade, como Scramble y Super Cobra, y más tarde llevó estos juegos a versiones para Nintendo Entertainment System (NES). Según Hashimoto, el enfoque de la compañía en ese momento seguía siendo las máquinas de monedas, con personal experimentado asignado a esa área del negocio. Los nuevos empleados se vieron obligados a desarrollar la nueva área del videojuego de Konami con poca capacitación formal o instrucción. Una vez que el Sistema de Entretenimiento Super Nintendo (SNES) llegó en 1990, Konami trajo desarrolladores de videojuegos experimentados y ayudó a establecer un mayor rigor en el proceso de desarrollo. 
Uno de los primeros juegos de NES en los que Hashimoto trabajó fue la conversión de Track & Field, un proyecto que tardó en desarrollarse unos seis meses entre él y otro programador. Más tarde regresó al juego para ayudar a diseñar un controlador especial, ya que los jugadores informaron que era doloroso usar el que poseía el NES estándar. Gradius también fue uno de los juegos de arcade que se les ordenó que hicieran, que tuvo Hashimoto y otras tres personas trabajando un poco menos de seis meses para completarse. Otros juegos que Hashimoto ayudó a desarrollar en Konami incluyeron The Goonies para NES y The Legend of the Mystical Ninja. 
Hashimoto continuó trabajando en Konami durante el resto de su vida y aparece en los créditos de al menos nueve juegos. Otros títulos en los que trabajó incluyeron la serie International Superstar Soccer.
Hashimoto murió el 25 de febrero de 2020, según lo informado por Konami y por el amigo de Hashimoto, Yuji Takenouchi.

## El código de Konami

El código de Konami.

Hashimoto es reconocido como el creador del Código Konami. Hashimoto lo había creado inadvertidamente mientras hacía que la versión arcade de Gradius funcionara para la NES en 1986. Hashimoto sabía que la versión arcade del juego era difícil y él mismo probablemente no la terminaría, por lo que agregó una secuencia de pulsaciones de botones, que podía recordar fácilmente, que le entregaba a la nave del juego la gama completa de potenciadores para completar fácilmente el juego para fines de pruebas internas de producto. Tenía la intención de eliminar el código de programación antes de que se enviara el juego, pero finalmente el juego se envió con el código incluido. Algunos jugadores de Gradius descubrieron la secuencia de Hashimoto y lo informaron a Konami. Finalmente se hizo popular el uso de la secuencia de Hashimoto en futuros títulos de Konami, agregados por otros desarrolladores. Se conoció públicamente el uso de este código de Konami con la popularidad mundial de Contra en 1988, en la que al ingresar el código le entrega al jugador vidas adicionales. Desde entonces, el código Konami no solo se usa en videojuegos de otros desarrolladores y editores de manera similar, sino como huevos de Pascua en otros medios. 